# Crollon
Crollon ist eine französische Gemeinde mit 298 Einwohnern (Stand: 1. Januar 2022) im Département Manche in der Region Normandie. Sie gehört zum Kanton Pontorson und zum Arrondissement Avranches. 
Sie grenzt im Nordwesten an Servon, im Norden an Précey, im Osten an Juilley und im Süden und im Südwesten an Saint-James mit Vergoncey.

## Bevölkerungsentwicklung
| Jahr      | 1962 | 1968 | 1975 | 1982 | 1990 | 1999 | 2008 | 2018 |
| --------- | ---- | ---- | ---- | ---- | ---- | ---- | ---- | ---- |
| Einwohner | 246  | 218  | 190  | 183  | 207  | 213  | 241  | 300  |

## Sehenswürdigkeiten

Kirche Notre-Dame

- Kirche Notre-Dame
- Kriegerdenkmal